# 김형준 (1949년)
김형준(金亨峻, 1949년 11월 26일 ~ )은 조선민주주의인민공화국의 정치인 겸 외교관이다.

## 생애
1949년 11월 함경북도에서 태어났다. 청진사범대학을 졸업했다. 외무성 입부 이후 2000년 8월 레바논 대사 겸 시리아 대사로 임명되었고, 2001년 4월 쿠웨이트 대사 겸 요르단 대사로 임명되었다. 2002년 1월 카타르 겸임 대사와 2003년 7월 바레인 겸임 대사로도 임명되었다. 2005년 1월 내각 외무성 부상에 올랐다. 2014년 8월 김영재 대사의 후임으로 주 러시아 대사로 임명되었다. 2016년 5월 제7차 당대회에서 당 중앙위원회 후보 위원으로 선출되었다. 북한 외교 원로 중 한명인 리수용의 후임으로 2019년부터 2021년까지 조선로동당 국제부장을 지내다가, 김성남에게 자리를 물려주고 퇴임하였다.